# 김상철 (기자)
김상철은 前 MBC의 앵커, 논설위원이다. 경제전문기자, 경제부장, 선임기자, 경제과학담당 에디터, 워싱턴 지국장을 지냈고
인하대 사회과학대학 언론정보학부, 성균관대 언론대학원에서 겸임교수로 강의했다.
금융감독원 자문위원을 역임하기도 했다. 현재 경제칼럼니스트로 <시사저널>과 <주간조선> 그리고 미주조선일보에 에 정기적으로 칼럼을 게재하며 활동하고 있다.
한국시장경제포럼 회장을 지냈고 중견 경제전문 언론인들의 모임인 한국경제언론인포럼 회장을 맡고 있다.
<바른말보도상>, <박무경제기자상>을 받았다. (출처;네이버 인물정보)

## MBC에서 진행한 프로그램
- <MBC 라디오 뉴스의 광장>
- <MBC 라디오 뉴스와 경제>
- <MBC 라디오 김상철의 세계는,우리는>
- <MBC TV 아침뉴스 알기쉬운 경제>
- <MBC TV 경제매거진>
- <MBC TV 월드뉴스>

## 저서
- <알기쉬운 한국경제>
- <시장과 정부, 누구의 잘못인가>
- <디지털 저널리즘>

## 번역서
- <세계는 평평하다>
- <컬처코드>